# اللامقهورون (رواية)
اللامقهورون هي رواية تعود لعام 1938 للمؤلف الأمريكي ويليام فوكنر، تجري أحداثها في مقاطعة يوكناباتافا. تسرد الرواية قصة عائلة سارتوريس التي ظهرت لأول مرة في رواية سارتوريس (أو أعلام في التراب). جرت أحداث الرواية قبل أحداث رواية أعلام في التراب أي خلال الحرب الأهلية الأمريكية. الشخصيات الرئيسية في الرواية هي بايارد سارتوريس، جون سارتوريس (مارس جون، الأب)، رينغو (مورينغو)، آب سنوبس، العمة جيني، لوفينيا، والملازم (جندي يانكي).

## ملخص الرواية
نشرت رواية اللامقهورون كاملة لأول مرة في عام 1938، لكنها تتألف من سبع قصص قصيرة نُشرت في الأصل بشكل منفصل في مجلة ساتردي ايفنينغ:
- الكمين، 29 سبتمبر 1934.
- الانسحاب، 13 أكتوبر 1934.
- الهجوم، 3 نوفمبر 1934.
- اللامقهورون (تحمل نفس اسم الرواية) 14 نوفمبر 1936.
- فونديه، 5 ديسمبر 1936.
- دروسيلا، (حملت في الرواية عنوان مناوشات في سارتوريس)، نُشرت في مجلة سكريبنر في أبريل 1935.
- عطر فيربينا (لم تنشر قبل صدور الرواية).

سردت قصة الرواية ضمن سبعة اقسام، (توالت في بعض الأحيان مباشرة بعد بعضها البعض، وأحيانا أخرى متباعدة بشهور أو سنوات). امتدت بين عامي 1862 و1873. بدأ الكتاب مع بايارد سارتوريس وصديقه العبد رينغو يلعبان في التراب في مزرعة سارتوريس. قاطع أحد العبيد المسمى لوش سموغلي لعبهم مشيرًا إلى أنَّ جيوش الاتحاد دخلت شمال شرق ولاية ميسيسيبي بالقرب من بلدة جيفرسون. لم يفهم الأولاد ذلك، لكنهم سمعوا والد بايارد العقيد جون سارتوريس يخبر الجدة ميلارد أنَّ فيكسبورج قد سقطت. من الواضح أن لوش علم بالهزيمة، قرر بايارد ورينجو مراقبة لوش. رأى الأولاد بعد عدة أيام جنديًا من جيش اليانكي على ظهر خيل. أطلق الاولاد النار على الجندي، ثم ركضوا إلى المنزل. أخفتهم الجدة تحت تنوراتها المنفوخة وأصرّت أمام الرقيب الغاضب على عدم وجود أطفال. أوقف العقيد ديك (ضابط في جيش اليانكي) البحث وقال إنه فعل ذلك بدافع الشفقة وليس لأنه صدق الجدة. تعلم الأولاد أن يضربوا الحصان فقط وليس الفارس.
نقلت الجدة في العام التالي وفقًا لتعليمات العقيد سارتوريس صندوقًا ثقيلًا من الفضة إلى ممفيس لتخبأه. أصرت الجدة بعد الحفر وإخراج الصندوق من الأرض على أن يحمله العبيد إلى غرفة نومها حتى تتمكن من مراقبته أثناء الليل. كانت الرحلة إلى ممفيس تمر عبر المناطق التي يحتلها جيش الاتحاد. هاجم رجال يحملون البنادق في أحد الأيام المسافرين، وسرقوا حيواناتهم على الرغم من محاولات الجدة ردعهم. أخذ بايارد ورينغو حصانًا من حظيرة مجاورة وحاولا اللحاق بالمهاجمين تاركين الجدة وحدها للدفاع عن نفسها. اكتشفتهم قوات سارتوريس نائمين في اليوم التالي. وعادا إلى جيفرسون بسبب قلقهم على الجدة، وجدوا اللصوص في الطريق وهم مجموعة من الجنود الشماليين، واستولوا على مؤنهم، وسمح سارتوريس للرجال بالهروب. وصلت الجدة إلى المنزل بأمان، لكن دخلت قوة من جيش الاتحاد في اليوم التالي إلى المنزل بحثًا عن العقيد سارتوريس. هرب سارتوريس لكن جيش اليانكيز حرقوا المنزل وأخذوا صندوق الفضة.
قررت الجدة الطلب شخصيًا من اليانكيز إعادة الفضة والعبيد والحيوانات. انطلقت مع بايارد ورينغو إلى ألاباما حيث تواجد جيش الاتحاد. وتجاوزوا خلال الطريق جيشًا من العبيد المحررين الذين كانوا يبحثون أيضًا عن اليانكيز. توقفوا في الطريق عند هاوخورست، حيث تعيش لويزا عمة بايارد. تطلع رينغو إلى رؤية خط السكة الحديد الذي يمر من مكان قريب. ولكن دُمرت السكك الحديدية وحُرق المنزل. طلبت دروسيلا ابنة عم بايارد منه في هاوخورست أن يطلب من والده السماح لها بالانضمام إلى الجيش كجندي. كانت ترافقهم إلى معبر النهر حيث تواجد اليانكيز. فخخت القوات الشمالية الجسر فوق النهر، وأسقطت العربة في الماء. لكن اليانكيز اخرجوهم، وكانوا مثقلين بعدد العبيد لأن العقيد ديك أعطى الجدة أكثر من 100 من العبيد والحيوانات وكذلك عدة صناديق من الفضة. طردت الجدة معظم العبيد، لكنها استغلت مع رينجو الأمر للحصول على 12 حصانًا إضافيًا من معسكرات الاتحاد.
تكررت عملية الاحتيال بسرعة، وأسست الجدة ورينغو بعد عام تجارة مزدهرة من الحيوانات المهربة بمساعدة آب سنوبس، وهو رجل أبيض فقير. قام رينغو بتجهيز طلبات جديدة واستخدمتها الجدة في طلب الحيوانات. ثم باع آب الحيوانات مرة أخرى إلى اليانكيز. وقد مارسوا التجارة بشكل خطر وقرروا المضي قدمًا على الرغم من عدم راحة الجدة. كان خوفها بسبب إصدار جيش الاتحاد مذكرة لتقصي التجارة غير القانونية، إذ انطلق الجنود لمواجهتهم بعد وقت قصير من مغادرتهم المخيم. لقد أعطت الجدة الحيوانات لآب ليبقيها آمنة، وعندما يحدث رينغو إشارة في الغابة، يختفي بايارد والجدة ببساطة بين الأشجار. أصبح من الواضح بعد ذلك أنَّ الجدة لم تحتفظ بالأرباح لنفسها إنما وزعتها لإعانة أفراد آخرين في المجتمع.

## شخصيات الرواية
- بايارد سارتوريس: الراوي والبطل الرئيسي، يظهر في مراحل مختلفة من حياته، من الطفولة إلى النضج، ويجسد التحول الأخلاقي والوجداني في ظل الحرب.
- رينغو: صديق بايارد وعبد أسود، يرافقه في مغامراته ويشكل معه ثنائية رمزية عن التعايش والاختلاف الطبقي والعرقي.
- جون سارتوريس: والد بايارد، ضابط في جيش الجنوب، يمثل نموذج الفروسية الجنوبية التقليدية.
- العمة جيني: شخصية قوية ومؤثرة في العائلة، تلعب دورًا محوريًا في توجيه الأحداث.
- لوفينيا: إحدى الشخصيات النسائية التي تعكس واقع النساء في زمن الحرب.
- آب سنوبس: شخصية تمثل الطموح الاجتماعي والانتهازية.
- الملازم (جندي يانكي): أحد جنود الاتحاد، يظهر في سياق المواجهة مع الجنوب.

## اقتباسات من الرواية
"الناس لا يتغيرون، إنهم فقط يتعلمون كيف يخفون حقيقتهم." هذا الاقتباس يعكس فلسفة فوكنر حول الطبيعة البشرية، ويظهر في سياق الرواية من خلال الشخصيات التي تتأقلم مع واقع الهزيمة دون أن تتخلى عن دوافعها الداخلية.
"الشجاعة ليست غياب الخوف، بل القدرة على المضي قدمًا رغم وجوده." يُجسّد هذا القول موقف بايارد سارتوريس في مواجهة الحرب والانتقام، ويعكس التحول الأخلاقي الذي يعيشه.
"الجنوب لم يُهزم فقط في الحرب، بل في ذاكرته أيضًا." هذا الاقتباس يعبّر عن فكرة مركزية في الرواية: أن الهزيمة ليست فقط عسكرية، بل ثقافية ونفسية، وهو ما يسعى فوكنر إلى تفكيكه عبر السرد.
"الشجاعة لا تعني أن لا تخاف، بل أن تفعل ما يجب فعله رغم خوفك." يظهر هذا الاقتباس في سياق مواجهة بايارد سارتوريس لقرار الانتقام، ويعكس صراعه الداخلي بين الشرف والعدالة.
"الزمن لا يغير الناس، بل يكشفهم." تعبير عن فلسفة فوكنر في أن الأحداث الكبرى مثل الحرب تفضح جوهر الشخصيات.
"الجنوب لم يُهزم فقط في الحرب، بل في ذاكرته أيضًا." اقتباس يختصر فكرة الرواية عن فقدان الهوية والانكسار الثقافي بعد الهزيمة.

"أحيانًا يكون الامتناع عن الانتقام هو الفعل الأكثر رجولة." لحظة تحول أخلاقي في الرواية، حين يختار بايارد طريقًا مختلفًا عن إرث العنف.

## أسلوب الرواية
أسلوب رواية اللامقهورون يتميز بالسرد المتقطع الذي يجمع بين القصص القصيرة لتشكيل رواية متكاملة، حيث استخدم ويليام فوكنر تقنية الراوي الأول عبر شخصية بايارد سارتوريس، مما أضفى طابعًا شخصيًا وتأمليًا على الأحداث. تتسم اللغة بالرمزية والتكثيف، وتعكس تعقيدات النفس البشرية والتحولات الاجتماعية في الجنوب الأمريكي خلال الحرب الأهلية. كما يوظف فوكنر أسلوبًا زمنيًا غير خطي، إذ تتداخل الذكريات مع الحاضر، مما يعزز البعد النفسي والدرامي للرواية. وتُعد الرواية مثالًا على الواقعية الجنوبية، حيث تتناول قضايا الشرف، الهوية، والانتقام ضمن سياق تاريخي وسياسي مضطرب

## وصلات خارجية
- اللامقهورون (رواية) على موقع الموسوعة البريطانية (الإنجليزية)
- Spark Notes - The Unvanquished